# 脱水酵素
脱水酵素 (Dehydratase) とは、基質の二重または三重結合を切断してその基質から水分子を取り除くリアーゼである 。生体内の多くの場所、例えばミトコンドリア、ペルオキシソーム、細胞質で見いだされる。現在まで150種類以上の脱水酵素が発見されており 、4種類に分類されている。
脱水酵素の欠乏は高フェニルアラニン血を引き起こす。遺伝的な常染色体のDNAの異常が原因となる。
下記に主な脱水酵素を示す。
δ-アミノレブリン酸脱水酵素 (ADA-D) は血中に見出され、グロビンのヘム族の生産に関わる。鉛に暴露した人ではADA-D活性が減少する可能性がある。
セリン脱水酵素は肝臓に一般的に見られる酵素であり、セリンをピルビン酸やアンモニアに変換する反応を触媒する。タンパク質が多い食事を摂るとセリン脱水酵素の活性が増加する。
アロゲン酸脱水酵素は高等植物の葉緑体に一般的に見られる。L-アロゲン酸をL-フェニルアラニンに変換する反応を触媒する。